# Som
Pour les articles homonymes, voir Som et KGS (homonymie).
Le som (сом en kirghize) est la monnaie du Kirghizistan. Son code ISO 4217 est KGS.

## Historique
Début octobre 2018, le cours officiel du som en euro était : 79 soms pour 1 euro.	 En février 2017, la Banque nationale kirghize adopte le caractère  comme symbole du som,.

## Billets de banque

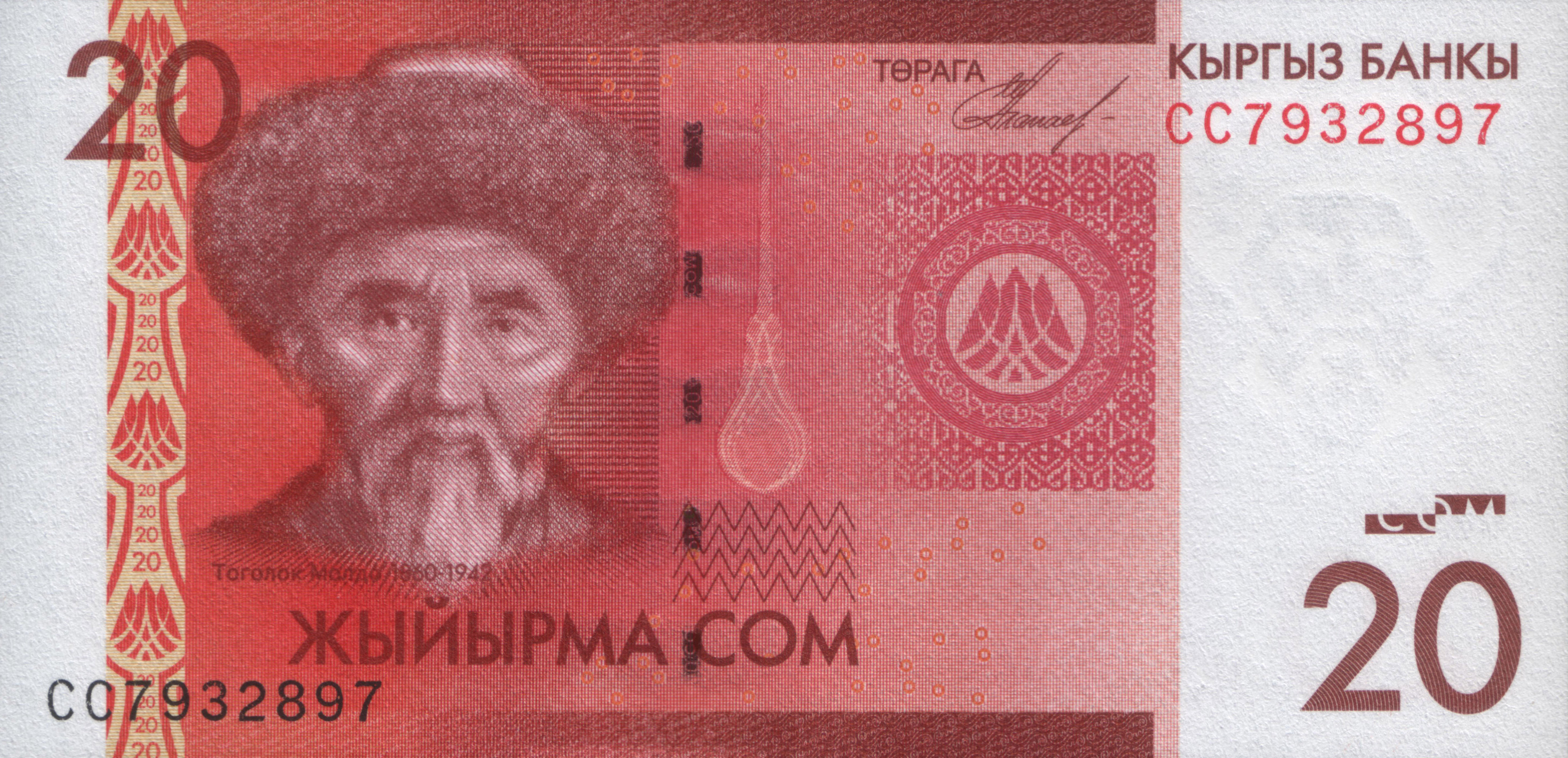
Recto du billet de 20 soms : Togolok Moldo.
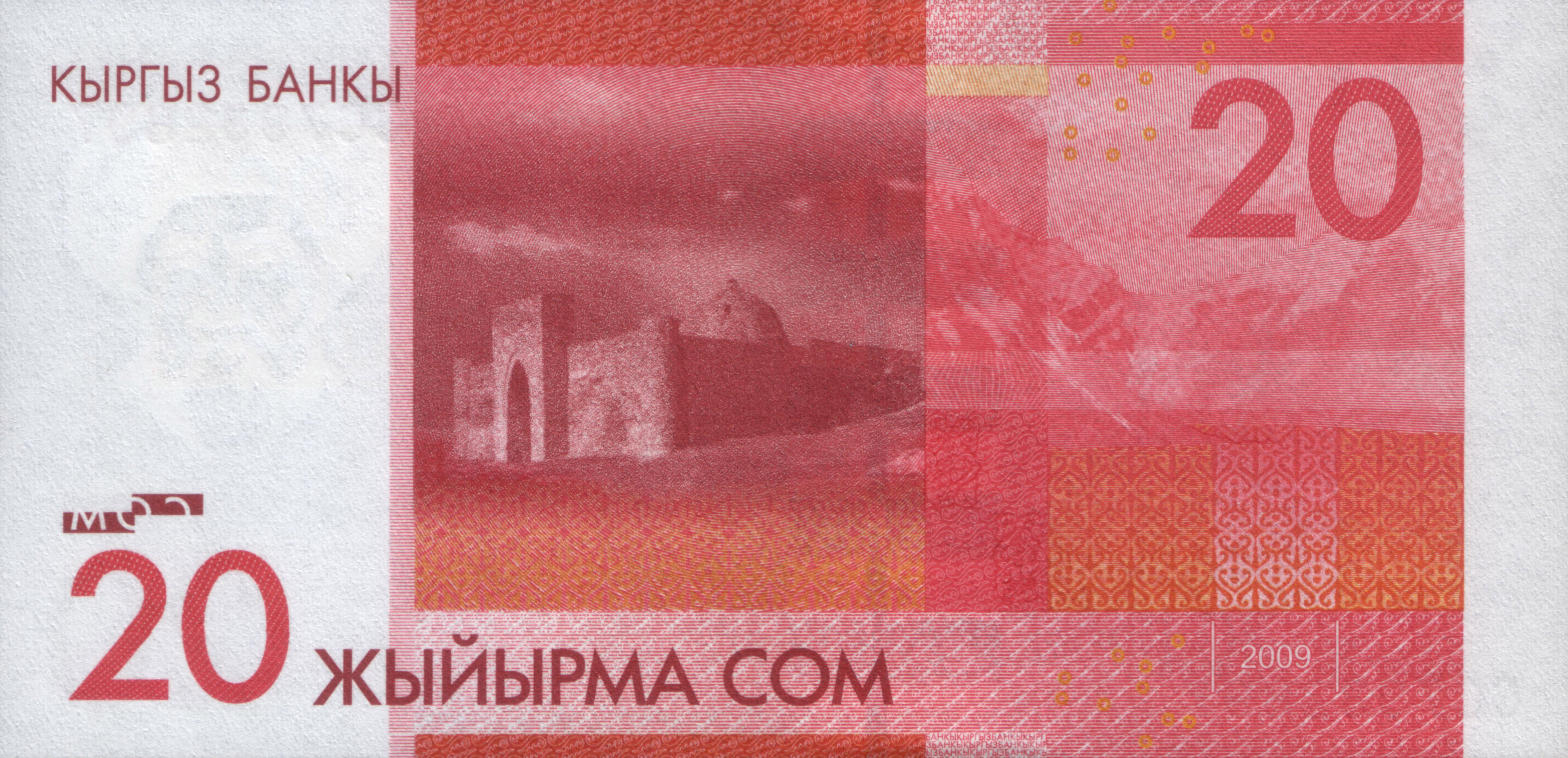
Verso du billet de 20 soms.
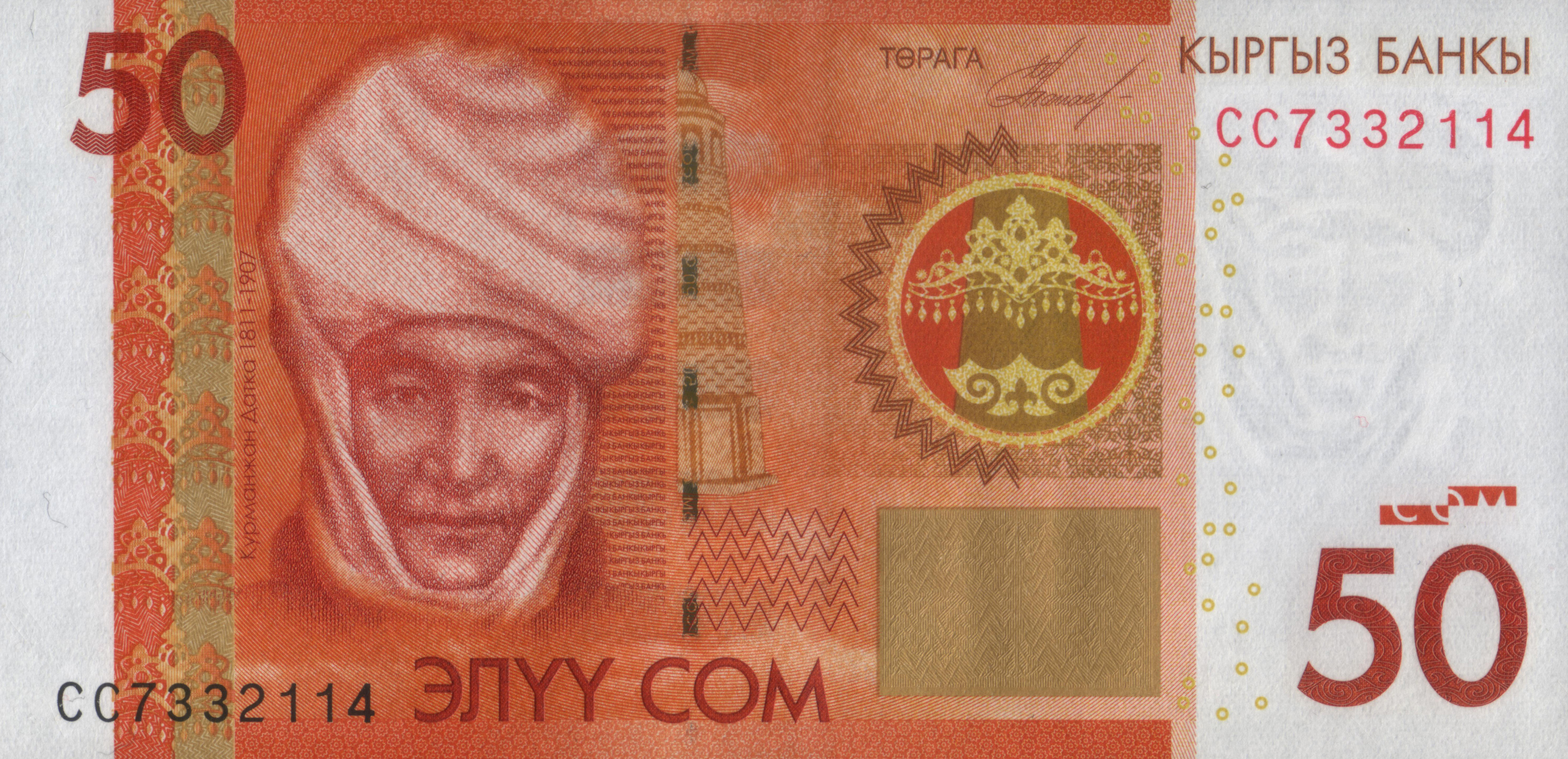
Recto du billet de 50 soms : Kurmanjan Datka.
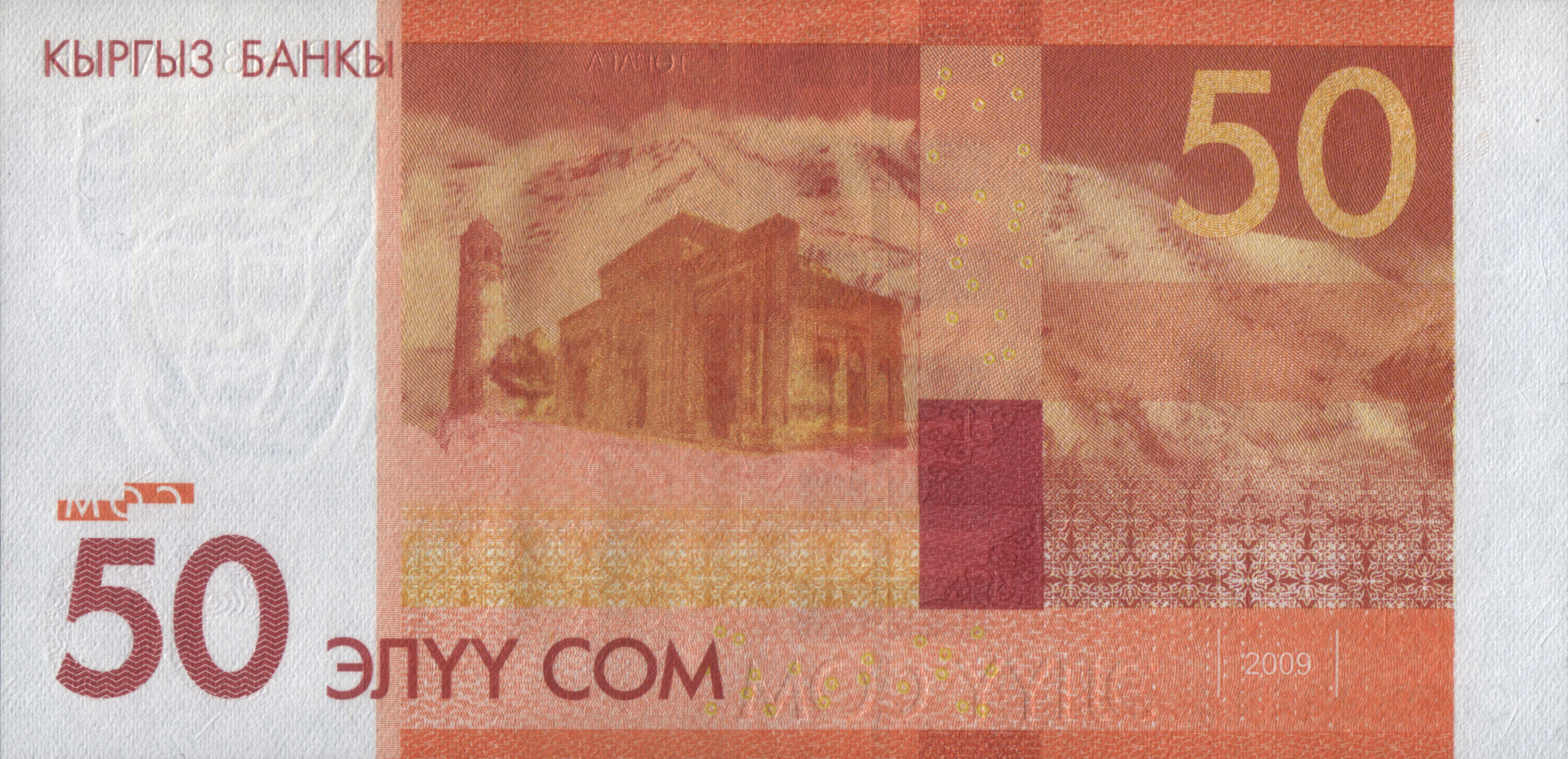
Verso du billet de 50 soms.
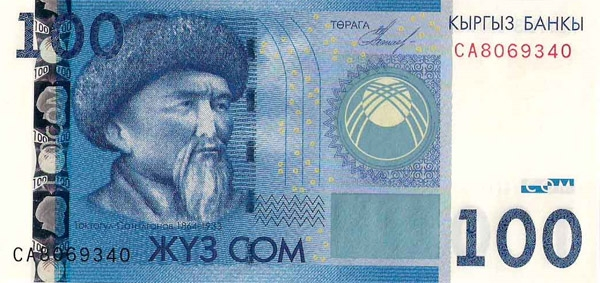
Recto du billet de 100 soms : Toktogul Satilganov.
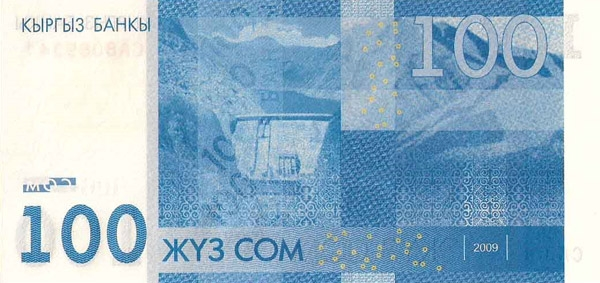
Verso du billet de 100 soms.
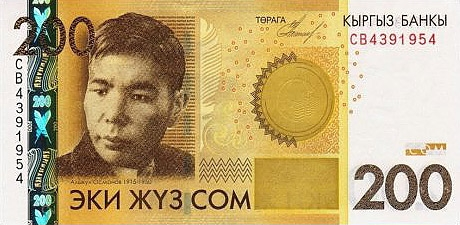
Recto du billet de 200 soms : Alikul Osmonov.
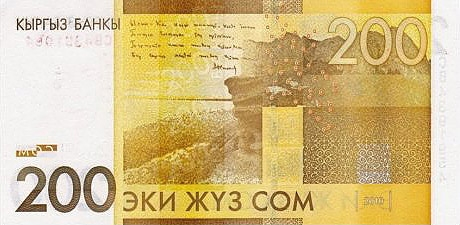
Verso du billet de 200 soms.
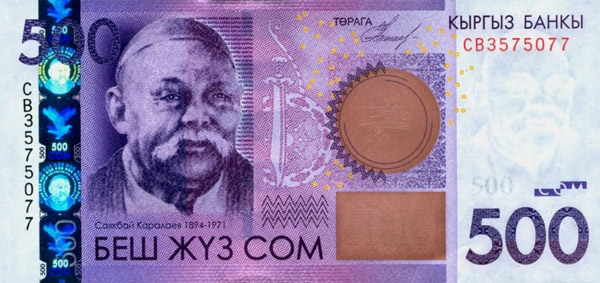
Recto du billet de 500 soms : Sayakbay Karalaev.
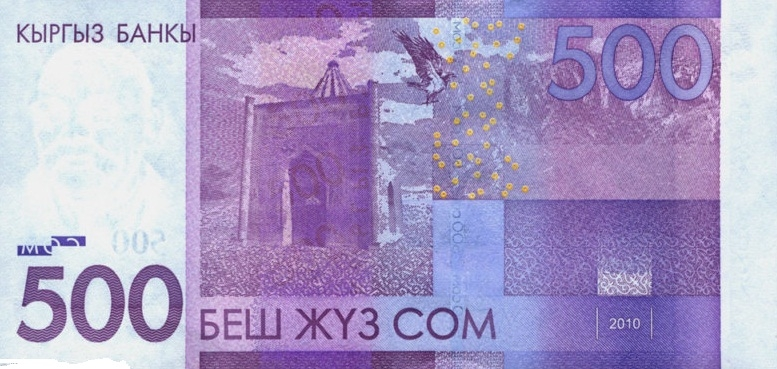
Verso du billet de 500 soms.
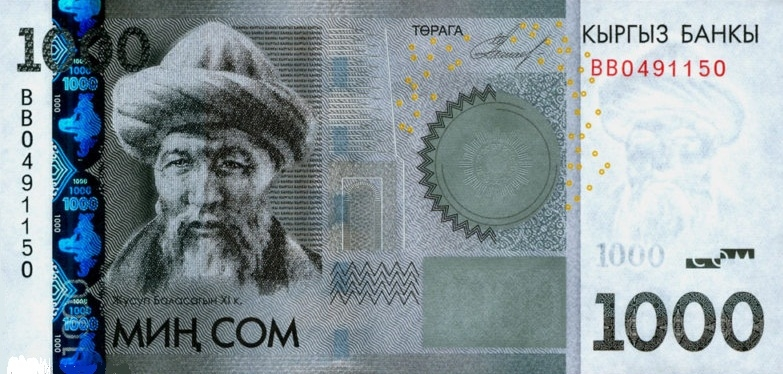
Recto du billet de 1 000 soms : Yusuf Khass Hajib.
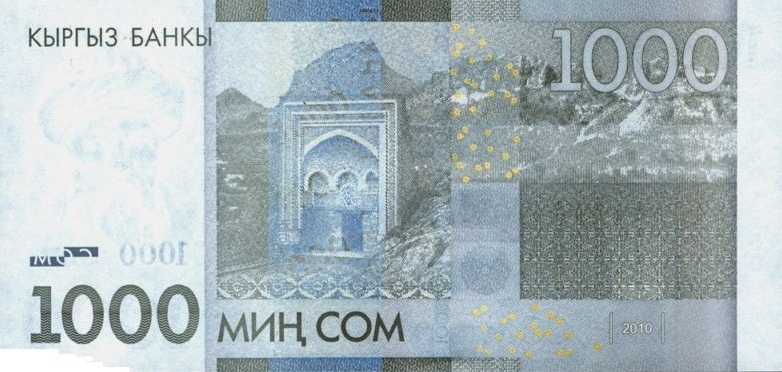
Verso du billet de 1 000 soms.
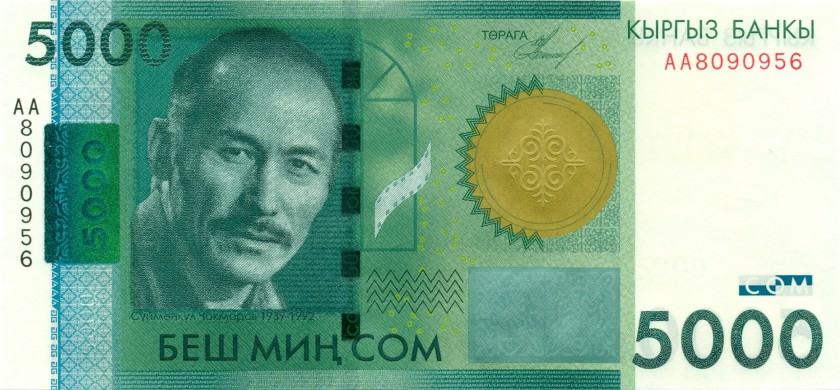
Recto du billet de 5 000 soms : Suimenkul Chokmorov.
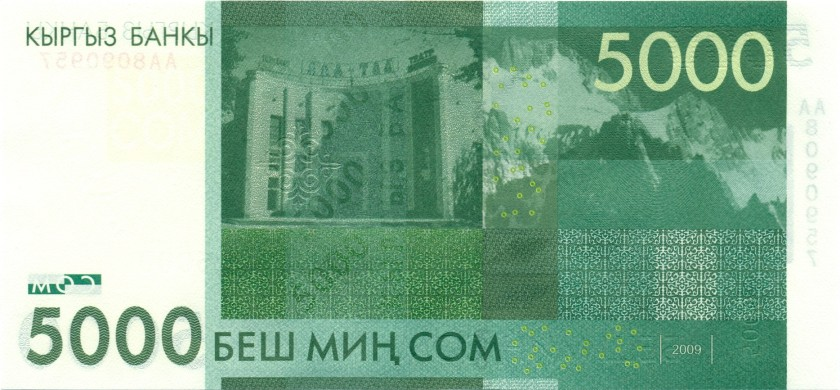
Verso du billet de 5 000 soms.